# Vesoul
Vesoul is een gemeente in het Franse departement Haute-Saône (regio Bourgogne-Franche-Comté). De gemeente telde 15.306 inwoners op 1 januari 2022. De plaats is de onderprefectuur van het arrondissement Vesoul.

## Geschiedenis
In de twaalfde eeuw werd een kasteel gebouwd op de heuvel La Motte in de stad. De stad binnen de stadsmuren had een oppervlakte van acht hectare. Er waren vijf publieke waterpompen binnen de stad. Vesoul was tijdens het ancien régime een gerechtelijk en een handelscentrum. De wijnbouw was tot de tweede helft van de negentiende eeuw belangrijk en ook binnen de stadsmuren, op de kasteelheuvel waren er wijngaarden. Vesoul kende een erg sterke groei in de achttiende eeuw waarbij de bevolking verviervoudigde. Ook in de volgende eeuw bleef Vesoul als onderprefectuur een administratief en gerechtelijk centrum. Maar er kwam ook industrie en de stad werd een spoorwegknooppunt. Vesoul werd ook een garnizoensstad.
In 1959 opende Peugeot een productie- en logistieke site in de gemeente waar tot 3.000 personen werkten.

## Bezienswaardigheden
De oude gebouwen in de stad zijn gebouwd met de lokale kalksteen. De stad werd meermaals verwoest in de vijftiende eeuw en kent dus weinig middeleeuwse gebouwen. Het oude centrum heeft wel zijn middeleeuwse stratenplan behouden. Op La Motte werden in 1854 een kapel gebouwd ter ere van Maria na een cholera-uitbraak. Ervoor stond er een kruis maar dat werd vernield door een blikseminslag.
Opvallende gebouwen zijn:
- Église Saint-Georges, kerk uit de eerste helft van de achttiende eeuw
- Voormalige synagoge
- Hôtel Baressols, stadspaleis uit de vijftiende en zestiende eeuw
- Voormalig ursulinenklooster uit de zeventiende en achttiende eeuw
- Justitiepaleis uit de achttiende eeuw

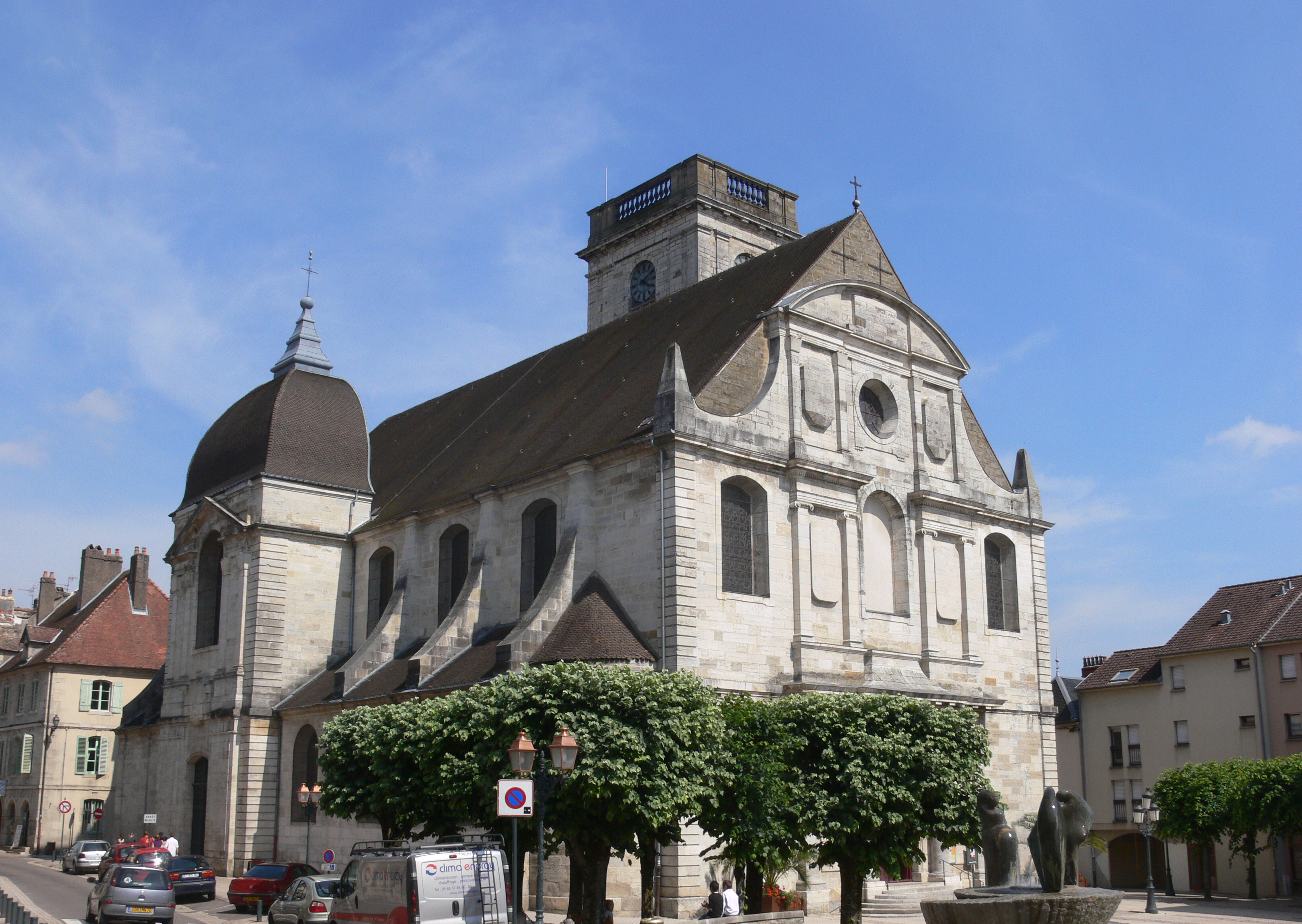
Église Saint-Georges
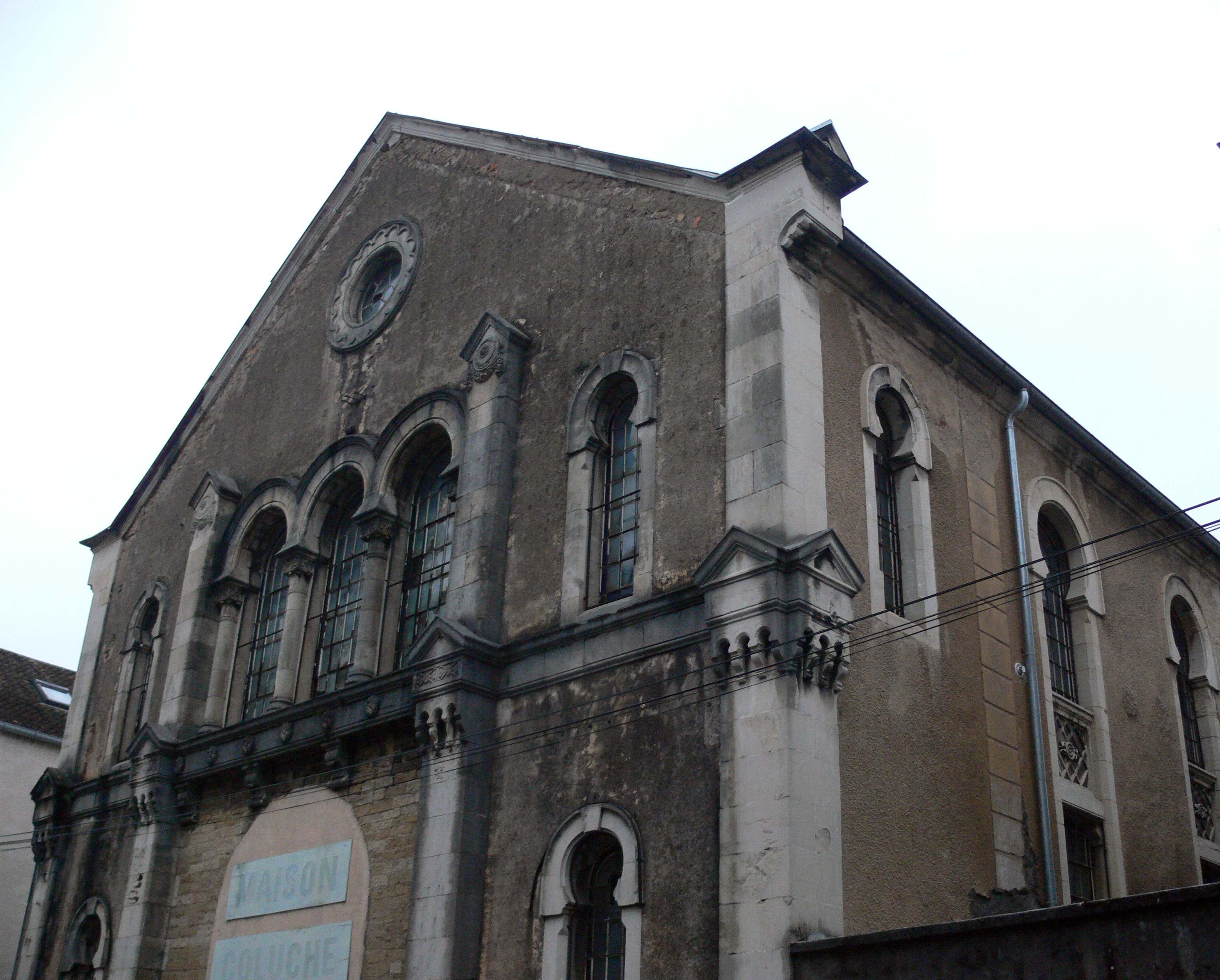
Synagoge
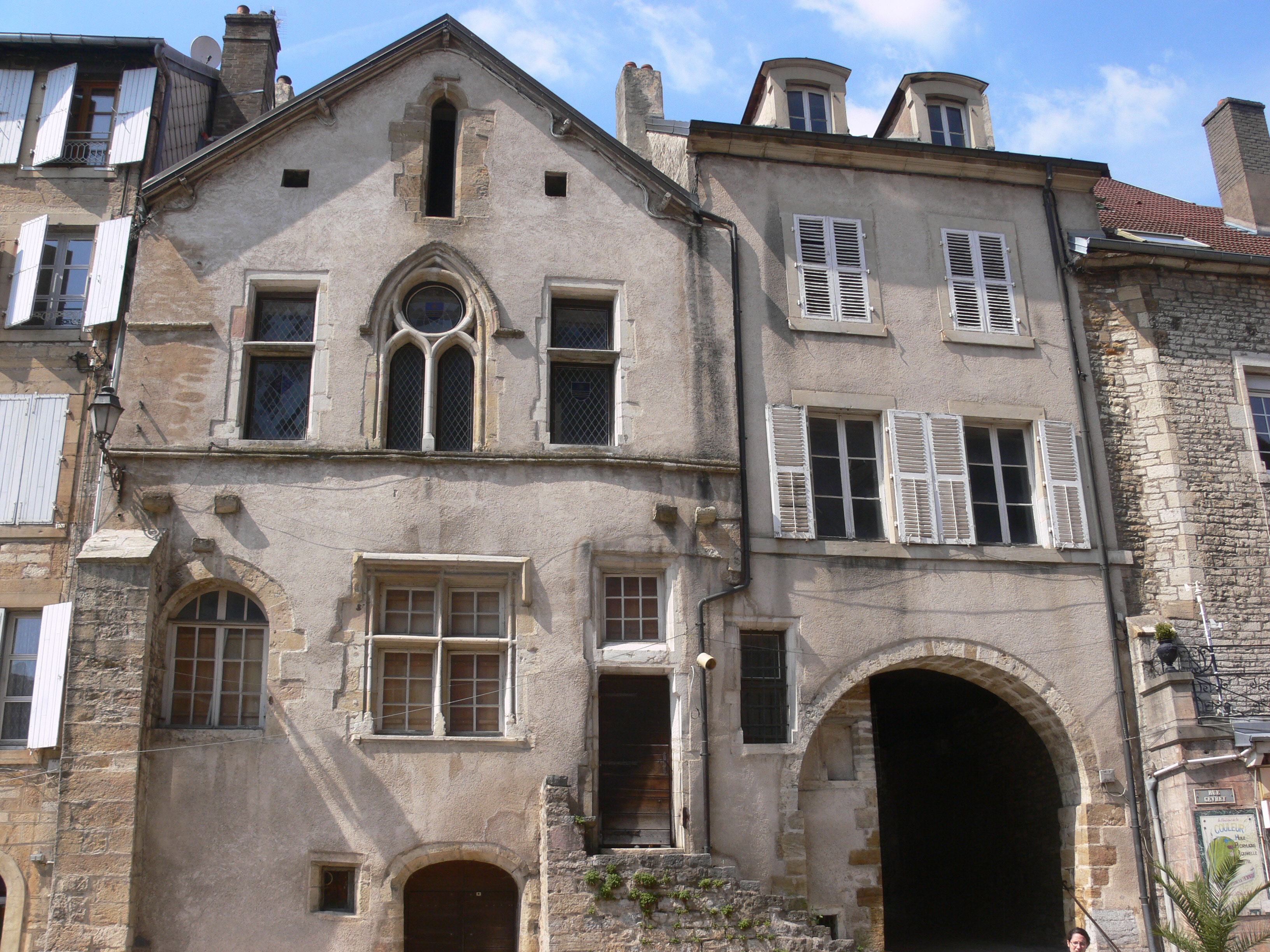
Hôtel Baressols
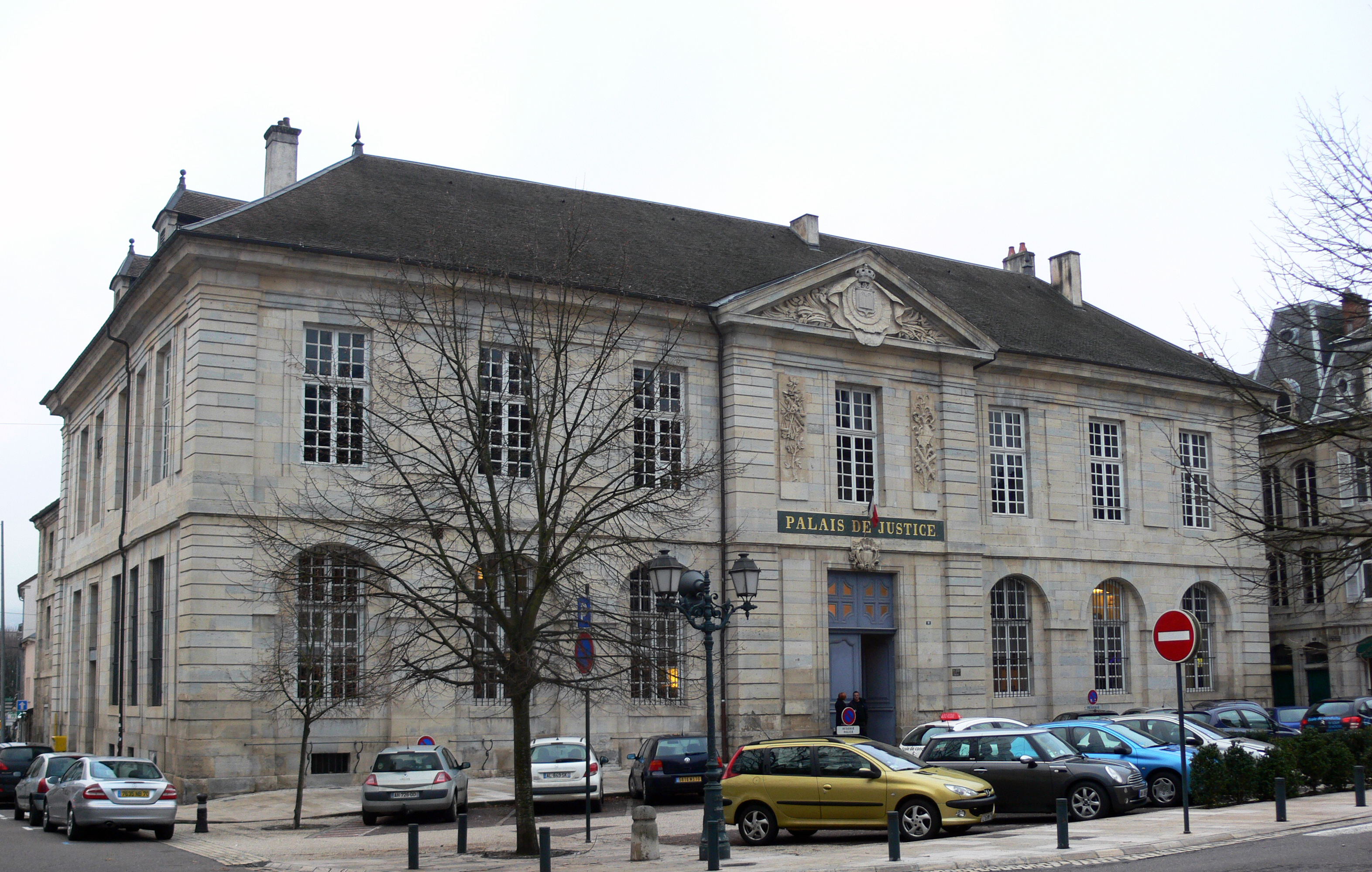
Justitiepaleis

## Geografie
De oppervlakte van Vesoul bedroeg op 1 januari 2022 9,07 vierkante kilometer; de bevolkingsdichtheid was toen 1.687,5 inwoners per km². Door de gemeente stromen de Vaugine, Durgeon en Colombine. La Motte is een getuigenheuvel en met 380 meter het hoogste punt van de gemeente.

De onderstaande kaart toont de ligging van Vesoul met de belangrijkste infrastructuur en aangrenzende gemeenten.

## Verkeer en vervoer
In de gemeente ligt spoorwegstation Vesoul.

## Sport
Vesoul was twee keer startplaats van een etappe in de wielerwedstrijd Tour de France. Dit gebeurde in 1972 en 2017.

## Demografie
Onderstaande figuur toont het verloop van het inwonertal (bron: INSEE-tellingen).

## Bekende inwoners van Vesoul

### Geboren
- Alexis Thérèse Petit (1791-1820), natuurkundige
- Jean-Léon Gérôme (1824–1904), schilder en beeldhouwer
- Édouard Belin (1876–1963), uitvinder (belinograaf)
- Edwige Feuillère (1907-1998), actrice
- Raymond Aubrac (1914-2012), verzetsleider (Tweede Wereldoorlog)
- Jean Pierre Marie Orchampt (1923-2021), bisschop
- Philippe Ballot (1956), aartsbisschop
- Albert Cartier (1960), voetballer en trainer
- Stéphane Peterhansel (1965), rallyrijder
- Laurent Mangel (1981), wielrenner
- Vincent Luis (1989), triatleet
- Paul Nardi (1994), voetballer

## Trivia
Jacques Brel logeerde er in 1960 op doortocht en besloot er een liedje over te schrijven; het werd een van zijn grootste successen.